# Natalenkî, Semenivka
Natalenkî (în ucraineană Наталенки) este un sat în comuna Obolon din raionul Semenivka, regiunea Poltava, Ucraina.

## Demografie
Componența lingvistică a localității Natalenkî
     Ucraineană (99,2%)
     Alte limbi (0,8%)
Conform recensământului din 2001, majoritatea populației localității Natalenkî era vorbitoare de ucraineană (99,2%), existând în minoritate și vorbitori de alte limbi.